# Alejandra Murgas
Alejandra Isabel Murgas Márquez (Barranquilla, Colombia, 28 de marzo de 1991), es una periodista y presentadora de noticias colombiana.

## Biografía
Estudió la carrera de Comunicación social y Periodismo en la Universidad Autónoma del Caribe en Barranquilla. Ha trabajado en diversos espacios, como el programa La ruta del saber de Uniautónoma TV, también para el periódico El Heraldo en Barranquilla y en Valledupar, fue coordinadora de prensa de la secretaría de deportes del departamento del Cesar y fungió como presentadora institucional de la Alcaldía de Barranquilla.
En 2015, participó en la tercera temporada del programa Expedición Cóndor de los Andes de la cadena Señal Colombia. En el ámbito audiovisual, produjo el documental Mar de colores (2018) dónde se narran las historias de grupos minoritarios que viven en el Caribe colombiano, este documental se transmitió por Señal Colombia.
En 2018 ingresa a Caracol Televisión, como presentadora de noticias y periodista de las noticias de la Región Caribe de Colombia en Noticias Caracol. En 2021 fue distinguida con el Premio Nacional Consuelo Araújo Noguera por el Círculo de Periodistas de Valledupar. Tras la salida de Juanita Gómez de Noticias Caracol en octubre de 2022, Alejandra pasa a presentar desde la ciudad de Bogotá, las emisiones del noticiero de los sábados, domingos y festivos.